# غفر (ذمار)
غفر هي إحدى قرى الجمهورية اليمنية. تتبع جغرافيا لمحافظة ذمار وإداريًا لمديرية عنس. يبلغ تعداد سكانها 1711 نسمة حسب الإحصاء الذي أجري عام 2004.